# 311P/PANSTARRS
311P/PANSTARRS, auch bekannt unter seiner ursprünglichen, provisorischen Bezeichnung P/2013 P5 (PANSTARRS), ist ein sogenannter „Hauptgürtelkomet“, also ein Kleinkörper, dessen Bahn vollständig im Hauptgürtel liegt und von der eines Asteroiden nicht unterschieden werden kann, der aber zumindest zeitweise kometenähnliche Aktivität zeigt. Wegen seiner kurzen Umlaufzeit von etwas über drei Jahren wird der Himmelskörper als kurzperiodischer Komet vom Encke-Typ klassifiziert.

## Entdeckung und Beobachtung
Der Komet wurde am 15. August 2013 von einer Gruppe um Marco Micheli und Bryce T. Bolin auf CCD-Aufnahmen entdeckt, die  im Rahmen des Pan-STARRS-Programms mit dem 1,8-m-Ritchey-Chrétien-Cassegrain-Teleskop PS1 auf dem Haleakalā auf Maui (Hawaii) gemacht worden waren. Die Aufnahmen zeigten einen dünnen Schweif von etwa 30 Winkelsekunden Länge und einem Positionswinkel von 255°. Am folgenden Tag, dem 16. August 2013, macht Marco Micheli mit dem 2,24-m-Spiegelteleskop des Mauna-Kea-Observatoriums auf Hawaiʻi weitere Aufnahmen des Himmelskörpers. Darauf war ein Schweif von 90 Winkelsekunden Länge in einem Positionswinkel von 238° zu sehen. Tim Lister vom Las Cumbres Observatory fand wiederum auf Aufnahmen vom 27. August 2013, die mit dem 1-m-Ritchey-Chrétien-Teleskop des South African Astronomical Observatory bei Sutherland gemacht wurden, eine Koma von 4 Winkelsekunden Durchmesser sowie einen Schweif von 17 Winkelsekunden Länge, ebenfalls in einem Positionswinkel von 238°.
Am 10. September 2013 wurden mit dem Hubble-Weltraumteleskop hochauflösende Bilder des Objekts gemacht. Astronomen um David C. Jewitt von der University of California, Los Angeles entdeckten darauf sechs kometenartige Schweife, die ähnlich wie bei einem Federball vom Kern wegzeigten. Bei erneuten Aufnahmen mit Hubble am 23. September 2013 zeigten die Schweife jedoch in eine um etwa 90° gedrehte Richtung, als ob das Objekt rotiert wäre.
Daraufhin wurden mit Hubble bis zum 11. Februar 2014 etwa alle vier Wochen jeweils mehrere weitere Aufnahmen gemacht.

## Wissenschaftliche Auswertung
Jessica Agarwal vom Max-Planck-Institut für Sonnensystemforschung (damals noch in Lindau am Harz) erstellte dreidimensionale Computermodelle des Kometen. Sie kam zu der vorläufigen Schlussfolgerung, dass es sich bei den Schweifen um sogenannte „Staubschweife“ handelte, die durch in Abständen erfolgte Staubauswürfe erzeugt wurden. Nach ihren Berechnungen waren die beobachteten sechs Schweife durch Staubauswürfe entstanden, die am 15. April, 18. Juli, 24. Juli, 8. August, 26. August und 4. September 2013 stattgefunden hatten. Der Strahlungsdruck der Sonne hätte den Staub dann in die langgestreckte Schweifform gebracht.
Im weiteren Verlauf werteten Jewitt, Agarwal und ihre Kollegen dann alle von Hubble bis zum Februar 2014 gemachten Bilder aus. In einem am 6. Januar 2015 in der amerikanischen Fachzeitschrift The Astrophysical Journal veröffentlichten Artikel berichteten sie, dass sie im beobachteten Zeitraum insgesamt neun Staubauswurf-Ereignisse feststellen konnten, in unregelmäßigen Abständen und jedes Mal einen klar erkennbaren Schweif erzeugend. Die Staub- und Felspartikel in den Schweifen besaßen einen Durchmesser von 20 μm bis mindestens 16 cm und wurden mit Geschwindigkeiten von weniger als 1 m/s ausgestoßen. Für den rötlichen Kern mit einer absoluten Helligkeit von 18,98 Magnituden (Stand 2021 wird ein Wert von 18,8 angegeben) kamen David Jewitt und seine Kollegen auf einen durchschnittlichen Durchmesser von etwa 400 m, was mittlerweile auf 320–580 m präzisiert wurde.
Die Gesamtmasse des bei den neun beobachteten Ereignissen ausgeworfenen Materials – etwa 1000 t – entsprach etwa 1/300.000 der Masse des Kerns. Das würde bei einer gleichmäßigen Verteilung über einen kugelförmigen Kern einer etwa 2 mm dicken Regolithschicht entsprechen, oder einer entsprechend dickeren Schicht auf einzelnen Gebieten der Kernoberfläche. Jewitt und seine Kollegen kamen zu dem Schluss, dass die beobachteten Phänomene nicht durch Einschläge von kleinen Meteoriten oder sublimierendes, im Kern eingeschlossenes Eis zu erklären waren. Am wahrscheinlichsten schien ihnen, dass der Komet sehr schnell rotierte. Die Gravitation des kleinen Kerns wäre nicht stark genug, um ihn zusammenzuhalten, Staub würde in erdrutschartigen Ereignissen zum Äquator wandern und dort weggeschleudert werden. Nach Berechnungen der Astronomen würde es bei einem derartigen Szenario noch etwa 30.000 Jahre dauern, bis sich der Komet vollständig aufgelöst hat.
Bei einer Auswertung weiterer Hubble-Aufnahmen fanden David Jewitt und seine Kollegen im Laufe der folgenden Jahre Hinweise darauf, dass der Komet ein ihn in einer Entfernung von 800 m mit einer Umlaufzeit von 0,8 Tagen umkreisendes Begleitobjekt von 1/6 seiner Masse hat, das ihn immer wieder verdeckt und Helligkeitsschwankungen von 0,3 Magnituden verursacht. Auf den Bildern konnte jedoch kein Objekt gefunden werden, das größer als 20 m gewesen wäre.

## Umlaufbahn
Der Orbit des Kometen mit einer großen Halbachse von 2,189 AE, einer numerischen Exzentrizität von 0,116 und einer Bahnneigung von 4,97° lässt es möglich erscheinen, dass er zur sogenannten Flora-Familie gehören könnte, einer Gruppe von S-Asteroiden im inneren Hauptgürtel (2,15–2,35 AE), die durch eine Kollision vor etwa 100–200 Millionen Jahren entstanden.
Meteoriten, die durch dieses Ereignis entstanden, zeigen Anzeichen dafür, dass sie auf bis zu 800 °C erhitzt wurde, was bedeuten würde, dass 311P/PANSTARRS aus metamorphem Gestein bestehen und keine Eiseinschlüsse besitzen würde, wie reguläre Kometen. Um diese und andere Fragen zu klären – so konnte zum Beispiel die Rotationsperiode des Himmelskörpers noch nicht bestimmt werden – soll die voraussichtlich im Jahr 2025 startende Raumsonde Tianwen-2 der Nationalen Raumfahrtbehörde Chinas den Kometen 2033 erreichen und zunächst das Weltraumwetter in seiner Umgebung untersuchen. 2034 soll die Sonde in einen Orbit um 311P/PANSTARRS eintreten und ihn mit Kameras, Spektrometern etc. näher untersuchen, mit besonderem Augenmerk auf Wasser und organische Verbindungen. Bei dieser Mission sollen auch Einblicke in den Unterschied bei den Oberflächenstrukturen und der Zusammensetzung von aktiven Asteroiden und klassischen Kometen gewonnen werden.